# Kurt Hesse (Politiker)
Kurt Hesse (* 8. Mai 1927 in Großzschepa; † 1. Juni 2023) war ein deutscher Politiker (SED) und von 1974 bis 1990 Bürgermeister der damaligen Mittelstadt Wurzen.

## Werdegang
Hesse erlernte nach Abschluss der 8. Klasse den Beruf des Schuhmachers. Es folgten Wehrertüchtigungs-, Arbeits- und Wehrdienst. Dem Kessel von Breslau konnte er entkommen und schlug sich heimwärts zur Lossa durch. Anschließend arbeitete er bis 1952 in seinem erlernten Beruf.
Danach war Hesse hauptberuflich für die Gesellschaft für Deutsch-Sowjetische Freundschaft (DSF) tätig und stieg 1956 zum DSF-Kreissekretär auf. Nach einem Fernstudium an der Fachschule für Industrieökonomik Plauen wurde er Mitglied der Kreisplankommission. Es folgte ein weiteres Studium an der Fachschule für Staatswissenschaft „Edwin-Hoernle“ Weimar mit dem Abschluss als Staatswissenschaftler.
Hesse war dann für acht Jahre persönlicher Referent von Fritz Geipel, dem Vorsitzenden des Rates des Kreises Wurzen. 1973 wechselte er in die Stadtverwaltung Wurzen als Stellvertreter von Bürgermeister Erwin Ahlrep.

## Bürgermeister
1974 wurde Kurt Hesse Bürgermeister von Wurzen – er blieb auf diesem Posten bis 1990 und wurde mit 16 Amtsjahren zum dienstältesten und zugleich letzten Bürgermeister der Stadt in der DDR-Zeit.
Hesse engagierte sich zugunsten der Stadt stark im Bauwesen und schuf angesichts des Wohnungsmangels das „Dreiecksverhältnis“ Stadt-Betriebe-Wohnungssuchende. Es wurden zahlreiche Neubaublöcke errichtet, so etwa 800 Wohnungen in Wurzen Nord II und III sowie drei Kinderkombinationen (also Kinderkrippe und Kindergarten in einem Gebäude) und die Wilhelm-Pieck-Oberschule (1975).
Zu den kulturellen Höhepunkten in Hesses Amtsjahren gehörten 1983 die Errichtung des Joachim-Ringelnatz-Brunnens auf dem Markt und 1986 das 1025-jährige Stadtjubiläum Wurzens. Auch wurde der Denkmalschutz mit der Restaurierung des Posttors und mit der Wiederaufstellung der Postmeilensäule beauftragt. Den Verfall der historischen Innenstadt konnte Wurzens Stadtoberhaupt jedoch nicht aufhalten.

## Ab 1990
Kurt Hesse war von 1990 bis 1994 Kreistagsabgeordneter für die SED-Folgepartei Partei des Demokratischen Sozialismus.

## Privates
Kurt Hesse heiratete 1947, mit seiner Frau Waltraud († 2003) hatte er zwei Söhne. Er lebte als Rentner in Wurzen. Zu seinen Hobbys gehörten Sport und Lesen, Lieblingsautor war Stefan Heym.